# Mark E. Smit
Mark Edvard Smit (engl. Mark Edward Smith; 5. mart 1957 – 24. januar 2018), poznat još i kao MES, bio je engleski pevač i pesnik. Najpoznatiji je kao frontmen, tekstopisac i jedini stalni član Postpank grupe The Fall, koju je osnovao i vodio od 1976. pa sve do smrti. Smit je osnovao The Fall nakon koncerta grupe Sex Pistols u mančersterskom Free Trade Hall juna 1976. Tokom njihove 42 godine dugog postojanja, kroz postavu The Fall-a prošlo je 60-ak ljudi, koji su, uz Smita, objavili 32 studijska albuma i veliki broj EP-jeva. Neke od najpoznatijih pesama su Totally Wired i Hit the North.
Smitov pristup muzici nije bio konvencionalan; nije imao visoko mišljenje o veštini sviranja, smatrajući da “Rok end Rol zapravo i nije muzika. To je loše tretiranje instrumenata da bi se prebolela osećanja ”; što je bila tendencija koja je doprinela čestoj promeni u postavi grupe. 
The Fall se smatraju jednim od prvih post-punk bendova. Sa Smitom je bilo izuzetno teško sarađivati ali je bio cenjen od strane publike i kritike tokom čitave karijere i bivao opisivan kao “neobična vrsta nematerijalnog nacionalnog blaga”.
Smit je oformio grupu The Fall,koja je dobila ime po romanu Albera Kamija, sa prijateljima Martin Bramanom, Unom Bejns i Tonijem Frielom, </ref>. Njihovo prvo ime bilo je The Ousiders, prema još jednom Kamijevom delu. Napustio je svoj posao na dokovima Salforda da bi u potpunosti mogao da se posveti muzici. 
Prva postava grupe obrazovana je u vreme pank roc pokreta. Želja autora pesama bila je da se ponudi autentična i originalna vizija popularne muzike, što se postizalo neprekidnim eksperimentisanjem sa zvukom, repetativnošću, koje u sintezi sa avangardom poezijom i neponovljivom intepretacijom Mark E. Smita dovodilo do veoma uspešnih rezultata. Ova grupa je od samog početka bila omiljena čuvenom radijskom voditelju i Dj-u Džon Pilu, koji je u svojoj radijskoj emisiji na BBC-ju grupu neprekidno promovisao u svojim emisijama. 
Umetnički integritet i nezavisnost su uvek bili isticani principi u radu grupe, što je dovelo do toga da ni nakon 40 godina postojanja grupa nije postala jako komercijalna, iako se u nekoliko prilika veoma približila tom statusu. Četrdesetogodišnja karijera grupe može se podeliti u 5 perioda, prema većim promenama u postavi grupe. Rani period u 1970-im, sa Steve Hanlijem na bas gitari i dvojicom bubnjara, godine sa Briks Smit, gitaristkinjom i drugom suprugom Mark E. Smitha,1984–89, povratak u 1990-im, i sve ono što se desilo nakon tuče na bini u Nju Jorku, kada su svi članovi napustila grupu a Mark E. Smit bio uhapšen.

## Literatura
- Edge, Brian (1989). Paintwork: A Portrait of the Fall. стр. 8. ISBN 978-0-7119-1740-8.